# Tepetlixpita
Tepetlixpita är en ort i Mexiko.   Den ligger i kommunen Totolapan och delstaten Morelos, i den sydöstra delen av landet, 50 km söder om huvudstaden Mexico City. Tepetlixpita ligger 1 878 meter över havet och antalet invånare är 244.
Terrängen runt Tepetlixpita är bergig, och sluttar söderut. Runt Tepetlixpita är det ganska tätbefolkat, med 144 invånare per kvadratkilometer. Närmaste större samhälle är Cuautla Morelos, 18,6 km söder om Tepetlixpita. Trakten runt Tepetlixpita består till största delen av jordbruksmark.